# Tyler Higbee
Tyler Higbee (Clearwater, 1º gennaio 1993) è un giocatore di football americano statunitense che milita nel ruolo di tight end per i Los Angeles Rams della National Football League (NFL).

## Carriera

### Los Angeles Rams
Dopo avere giocato al college a football alla Western Kentucky University, Higbee fu scelto nel corso del quarto giro (110º assoluto) del Draft NFL 2016 dai Los Angeles Rams. Debuttò come professionista partendo come titolare nella gara del primo contro i San Francisco 49ers, ricevendo un passaggio da 2 yard dal quarterback Case Keenum. La sua stagione da rookie si concluse con 11 ricezioni per 85 yard e un touchdown, disputando tutte le 16 partite, di cui 7 come titolare.
Nei playoff 2018, i Rams batterono i Cowboys e i Saints, qualificandosi per il loro primo Super Bowl dal 2001, perso contro i New England Patriots..
Nel secondo turno della stagione 2020, Higbee segnò un record in carriera di 3 touchdown nella vittoria sui Philadelphia Eagles.
Dopo essersi rotto due tendini nei playoff 2023-'24, Higbee tornò in campo nella settimana 16 della stagione 2024 dove segnò il touchdown della vittoria sui New York Jets.

## Palmarès

### Franchigia
- Super Bowl : 1

Los Angeles Rams: LVI
- National Football Conference Championship: 2

Los Angeles Rams: 2018, 2021